# Quartinia popovi
Quartinia popovi (лат.) — вид цветочных ос (Masarinae) рода Quartinia семейства настоящих ос (Vespidae). Киргизстан, Таджикистан, Узбекистан.

## Описание
Мелкие осы (около 4 мм), в основном чёрного цвета с желтовато-коричневыми отметинами. Длина тела самки 4,5 мм; длина переднего крыла 3,3 мм. Длина тела самца (от головы до вершинного края второго тергита) 3 мм (общая длина тела около 4 мм); длина переднего крыла 2,5 мм. Ширина головы при виде спереди примерно в 1,25 раза больше её длины (от вершины медиального глазка до вершинного края наличника). Усики с 8—12 члениками, образующими булаву, длина которой при осмотре сверху примерно в 2,5 раза больше ширины.
Базальная окраска самца от чёрной до тёмно-коричневой. Следующие части бледно-жёлтые: мандибула, за исключением красновато-коричневых зубцов, верхняя губа, наличник, усики, за исключением большей части булавы, передняя перевязь на переднеспинке, тегула (за исключением небольшой коричневатой передне-центральной части), узкая вершинная перевязь на щитке, вершинные перевязи на I—VII тергитах, ноги от вершин бёдер. Задняя часть стернита VII красновато-коричневая. Крылья умеренно бурые; жилки и птеростигма коричневые.

## Таксономия
Вид был впервые официально описан в 1962 году английским энтомологом Оуайном Ричардсом. Сходен с видами Quartinia cincta Benoist, 1929 и Quartinia major Kohl, 1898. Однако, первое формальное упоминание вида под названием Quartinia popovi Kost in litt. (вместе с изображением, фиг.35, стр. 446 и 467) было сделано ещё в 1935 году В. В. Гуссаковским, где он в своей статье по среднеазиатским осам упоминал, что таксон находится в стадии описания в статье Г. А. Костылева (1889—1942) по материалам, собранным В. Поповым. Но описание в 1935 году так и не было сделано вплоть до 1962 года.